# Peter Riedl
Peter Riedl (19. prosince 1852 Karlín – 26. května 1925 Kostrčany u Valče) byl pražský německý novinář a spisovatel. Řadu let pracoval jako divadelní referent listu Deutsches Abendblatt. Psal dramata, povídky a romány. Vydával časopis Der Philatelist. Byl rovněž veřejně činný, zejména ve spolcích Concordia a Schlaraffia.

## Život
Narodil se 19. prosince 1852 v Karlíně (dnes část Prahy) jako syn Davida Jana Riedla, majitele domu, a jeho manželky Terezie.
Po desítky let působil jako spisovatel v Praze a rozvinul zde svou mnohostrannou literární činnost. Pracoval jako divadelní referent deníku Deutsches Abendblatt, psal divadelní hry (které se pak hrály na pražských německých scénách), povídky a romány na pokračování. Publikoval Federzeichnungen (Perokresby), sbírku básní a prózy. Vydával rovněž časopis Der Philatelist a účastnil se veřejného života v rámci pražské německé komunity, především jako člen výboru spisovatelského sdružení Concordia a spolku Schlaraffia. Organizoval také jarní slavnosti (Frühlingsfeste).
Zemřel 26. května 1925 v Kostrčanech u Valče na zápal plic.

## Dílo
Katalog NK ČR uvádí jeho divadelní hry:
- Narrenrecht (1889), „Právo bláznů“, veselohra
- Scipio Africanus Minor (1889), viz též Scipio Aemilianus
- Glück? (1895)
- König Lear (1895), viz též Král Lear (od Shakespeara)
- Wieland der Schmied (1909), dramatický epos podle starogermánské pověsti

Z jeho románů můžeme jmenovat např. Der Banknotenfälscher, který vycházel v Deutsche Zeitung Bohemia r. 1917.